# Lampe à plasma
 (février 2008).
Si vous disposez d'ouvrages ou d'articles de référence ou si vous connaissez des sites web de qualité traitant du thème abordé ici, merci de compléter l'article en donnant les références utiles à sa vérifiabilité et en les liant à la section « Notes et références ».

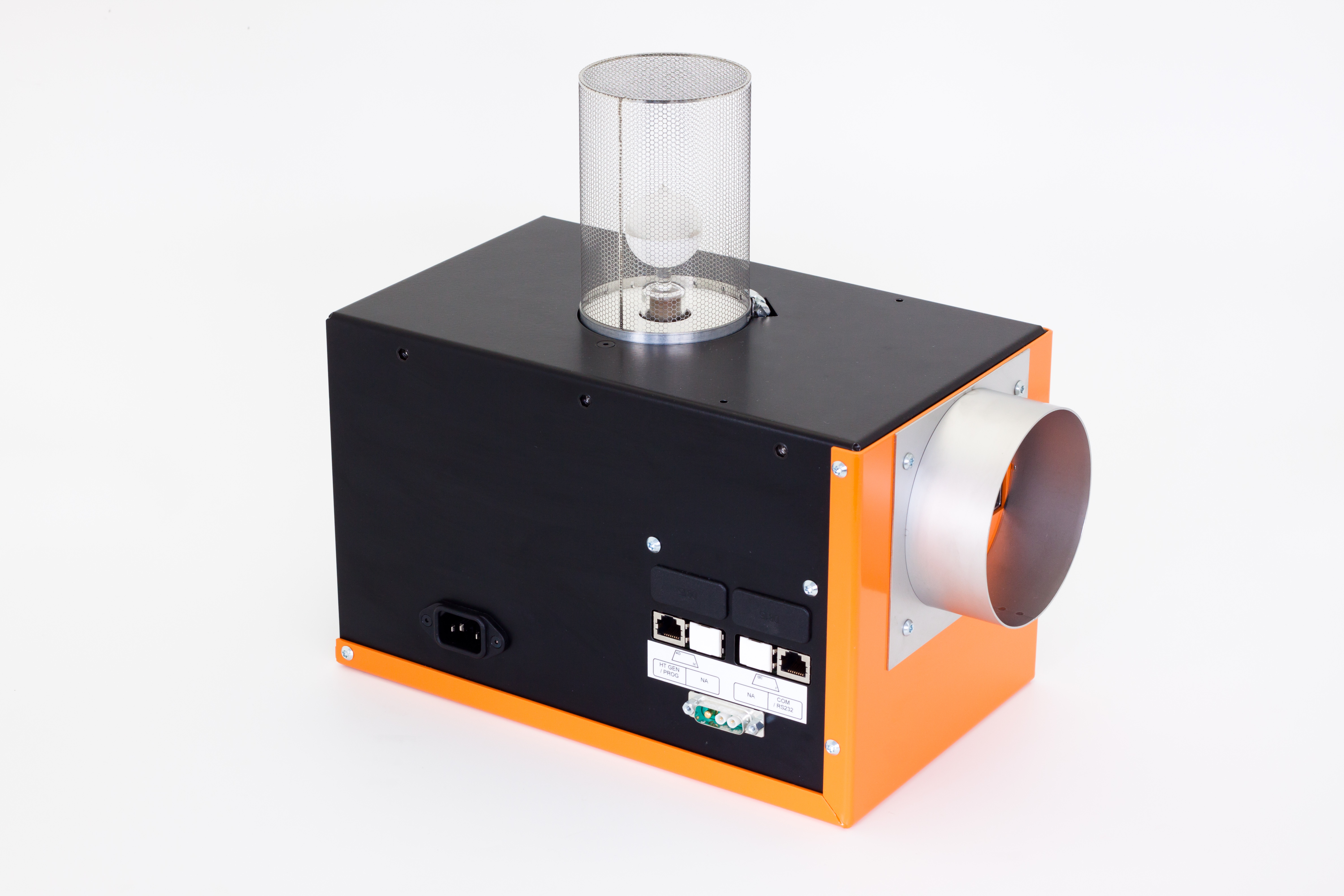
Lampe à plasma deuxième génération - simulation solaire

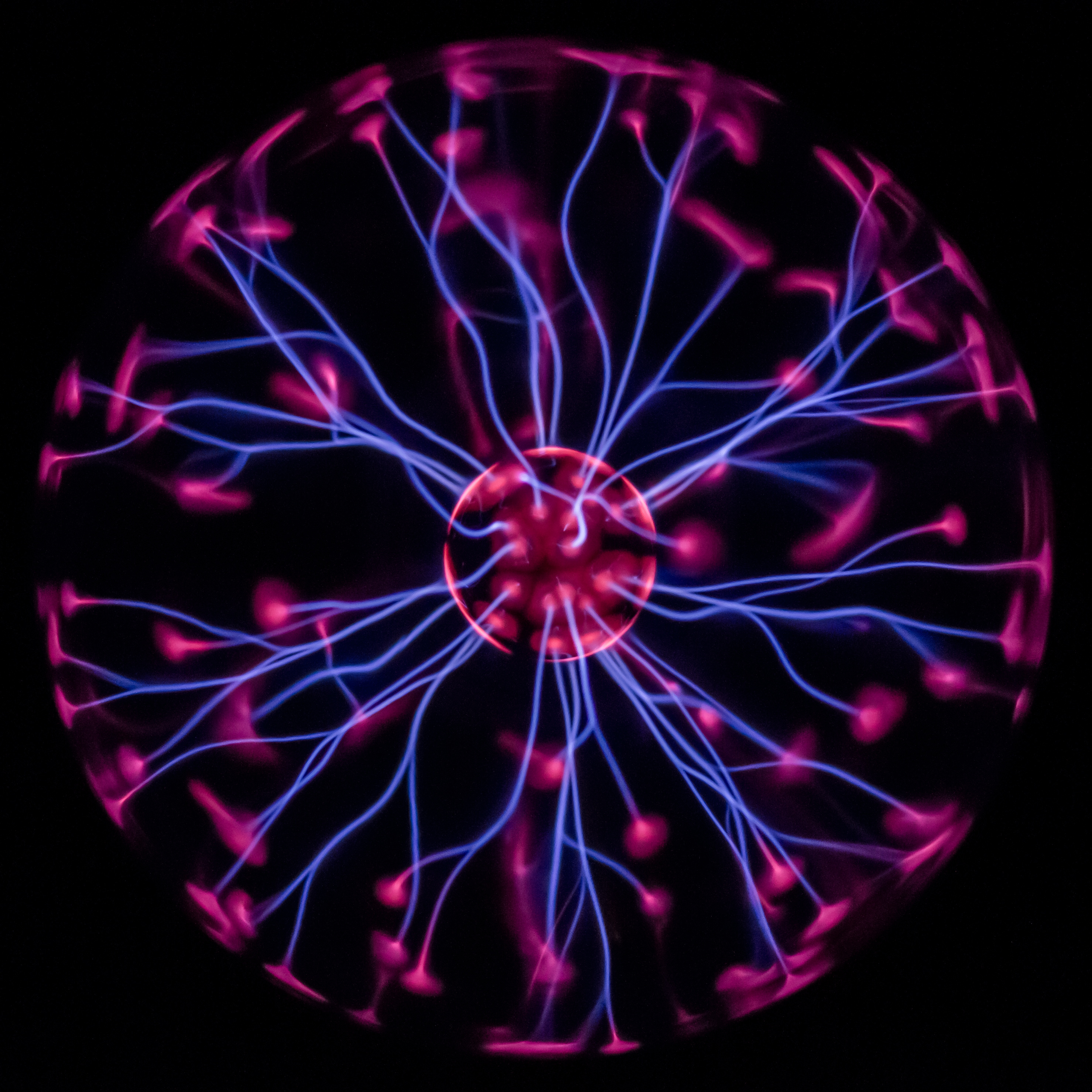
Une lampe à plasma décorative vue du dessus

Une lampe à plasma ou boule à plasma est un objet décoratif qui utilise certains gaz sous l'état de la matière nommé plasma. Les lampes à plasma sont des lampes normales qui utilisent des gaz sous forme de plasma froid.

## Lampe plasma (dispositif d’éclairage)

### Principe physique de fonctionnement
La lampe plasma fonctionne par excitation radiofréquence de différents éléments du tableau périodique.
Les éléments constituant une lampe plasma sont les suivants :

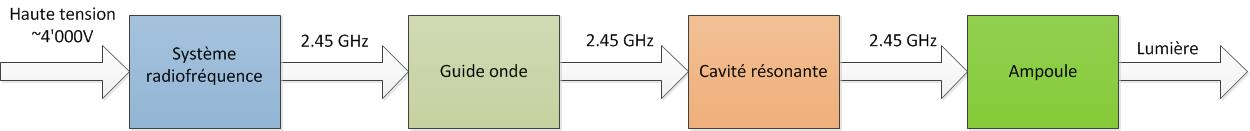
Chaîne éléments lampe plasma.

1. Une alimentation haute tension ;
2. Un système radiofréquence ;
3. Un guide d'ondes pour amener l'énergie dans l’ampoule ;
4. Une cavité résonante aux radiofréquences ;
5. Une sphère en quartz avec des atomes à l’état solide[Quoi ?] (ampoule éteinte et à température ambiante) ;
6. Un moteur, pour garder l'ampoule en rotation durant le fonctionnement (pour la 1re génération seulement).

Une alimentation haute tension convertit la tension alternative du 230 V en haute tension (~4 000 V) pour exciter le système radiofréquence. Le système radiofréquence convertit la haute tension en une onde électromagnétique à 2,45 GHz (fréquence similaire à celles émises dans un four à micro-onde et à certaines utilisées pour le Wi-Fi). Cette onde électromagnétique est émise par une cavité résonnante, afin d'obtenir le claquage du gaz dans l'ampoule. La décharge générée dans l'ampoule chauffe les éléments solides, qui se vaporisent pour se stabiliser thermiquement à l’état de plasma froid (entre 2 000 et 3 000 °C). Ces atomes portés à haute température émettent un spectre lumineux. Ce phénomène se déroule à une pression proche de la pression atmosphérique.
Un grand nombre de type d’atomes peuvent être introduits dans la sphère en quartz pour produire des photons. Le changement du type d’atome provoque l’émission de spectre lumineux différents.
Les lampes plasma produisent un spectre lumineux continu, qui ne possède pas de trou d’énergie sur toute la gamme des longueurs d’onde du spectre visible. Si on effectue la décomposition de la lumière au moyen d’un prisme, on constate que toutes les couleurs sont présentes dans l’arc-en-ciel.
La lampe plasma est un dispositif qui ne possède pas d’électrode dans l’ampoule. Cet avantage permet d’atteindre une très grande durée de vie (> 40 000 heures), de ne pas subir de modification spectrale, ni de réduction du flux lumineux durant le fonctionnement.

### Historique scientifique
Les premiers travaux réalisés par les physiciens sur ce principe datent des années 1970 aux États-Unis. Le soufre a été rapidement identifié comme émetteur de rayonnement visible possédant un très haut rendement énergétique. La conversion entre les radios fréquences et le rayonnement lumineux visible est 170 lm/W.

### Historique commercial

#### Première génération de lampe plasma (ampoule rotative)
La première lampe plasma commercialisée fut une lampe ultra-violet pour la désinfection, c’est la société UV-Fusion qui commercialisa ce produit.
Dans les années 1990, une société américaine du nom de Fusion Lighting fut créée afin de commercialiser ce principe, cette société a fait faillite en 2003. Ils mirent au point un dispositif d’éclairage industriel (lampe de 1 000 W) pour éclairer des halls ou des entrepôts. Un défaut de conception du produit a précipité l’avenir de cette société.
Dans les années 2000, d’autres sociétés ont amélioré le dispositif, afin de continuer l’aventure de la lampe plasma. De nouveaux modèles sont apparus sur le marché avec des caractéristiques très spécifiques. Par exemple, la lampe plasma est devenue le meilleur dispositif pour une reproduction fidèle du spectre solaire. Des versions destinées à l’éclairage agronomique sont aussi apparues sur le marché, afin de profiter de ce haut rendement énergétique.
La plupart des fabricants des lampes plasma utilisent le principe de la première génération de lampe plasma.

#### Deuxième génération de lampe plasma (ampoule statique)
En 2012, une seconde génération de lampe plasma est née. Cette seconde génération supprime un grand nombre de contraintes techniques de la première génération tout en gardant les avantages de la première génération. La différence principale se trouve au niveau de l’ampoule, la première génération requiert une ampoule en rotation alors que la seconde génération utilise une ampoule statique. Ce saut technologique permet de rendre beaucoup plus compact le système et réduit fortement le taux de pannes, en supprimant le moteur destiné à la rotation de l’ampoule.

### Type de lampe plasma

#### Modèle destiné à la simulation solaire

##### Lampe plasma de première génération.
Caractéristiques techniques :

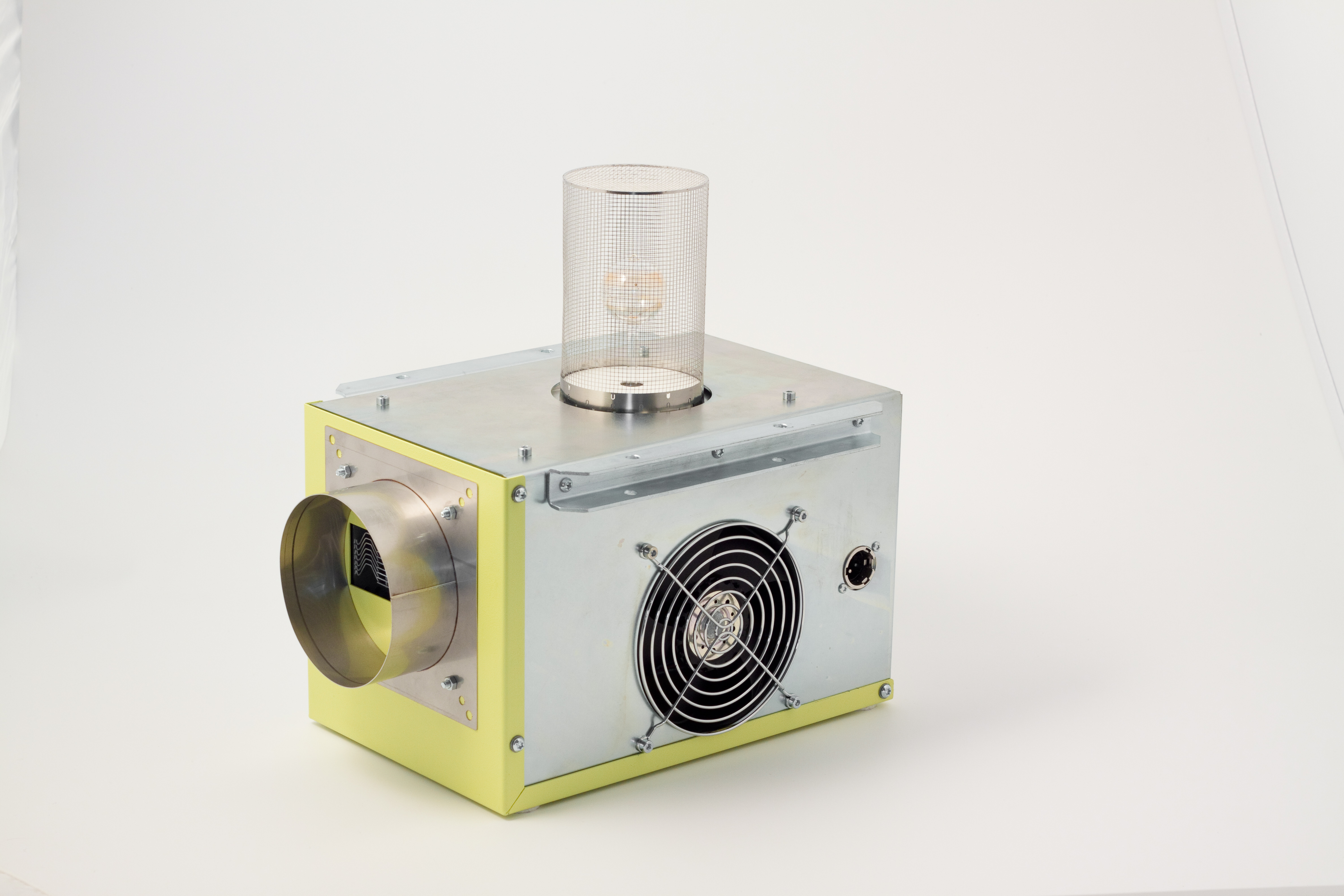
Lampe plasma première génération - simulation solaire.

- Spectre solaire class A, selon la norme IEC60904-9 et JIS-8912 ;
- Rendement énergétique : 100 lm/W (ampoule) ;
- Rendement énergétique : 70 lm/W (dispositif complet) ;
- Durée de vie : > 40 000 heures ;
- Puissance : 1 000 W ;
- Rendu de couleur (CRI) : 98 ;
- Indice de protection : IP20 ;
- Ampoule rotative.

##### Lampe plasma de deuxième génération
Caractéristiques techniques :

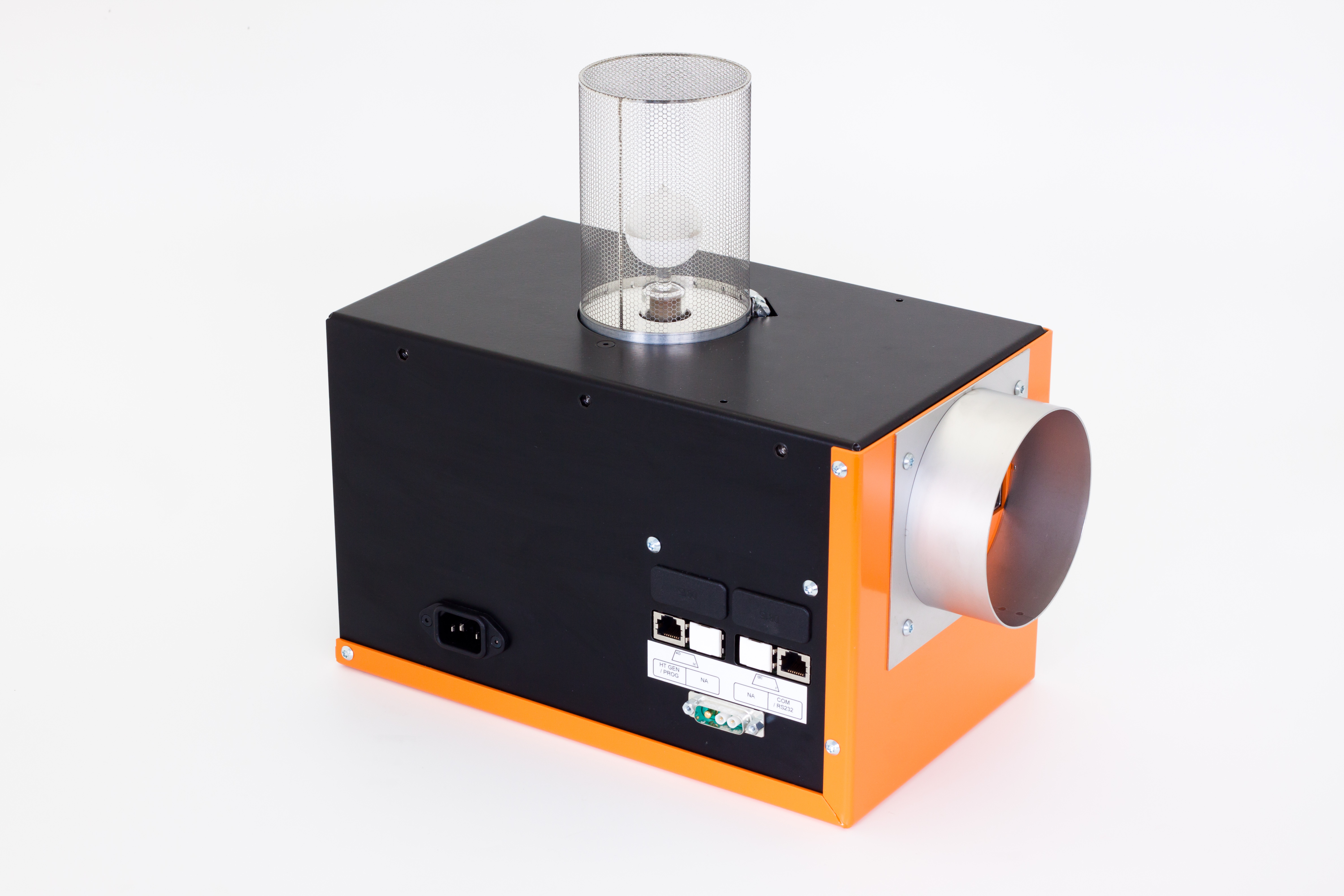
Lampe plasma deuxième génération - simulation solaire.

- Mêmes caractéristiques que la première génération sauf : ampoule statique au lieu de rotative.

#### Modèle destiné à l'agronomie

##### Lampe plasma de deuxième génération
Caractéristiques techniques :

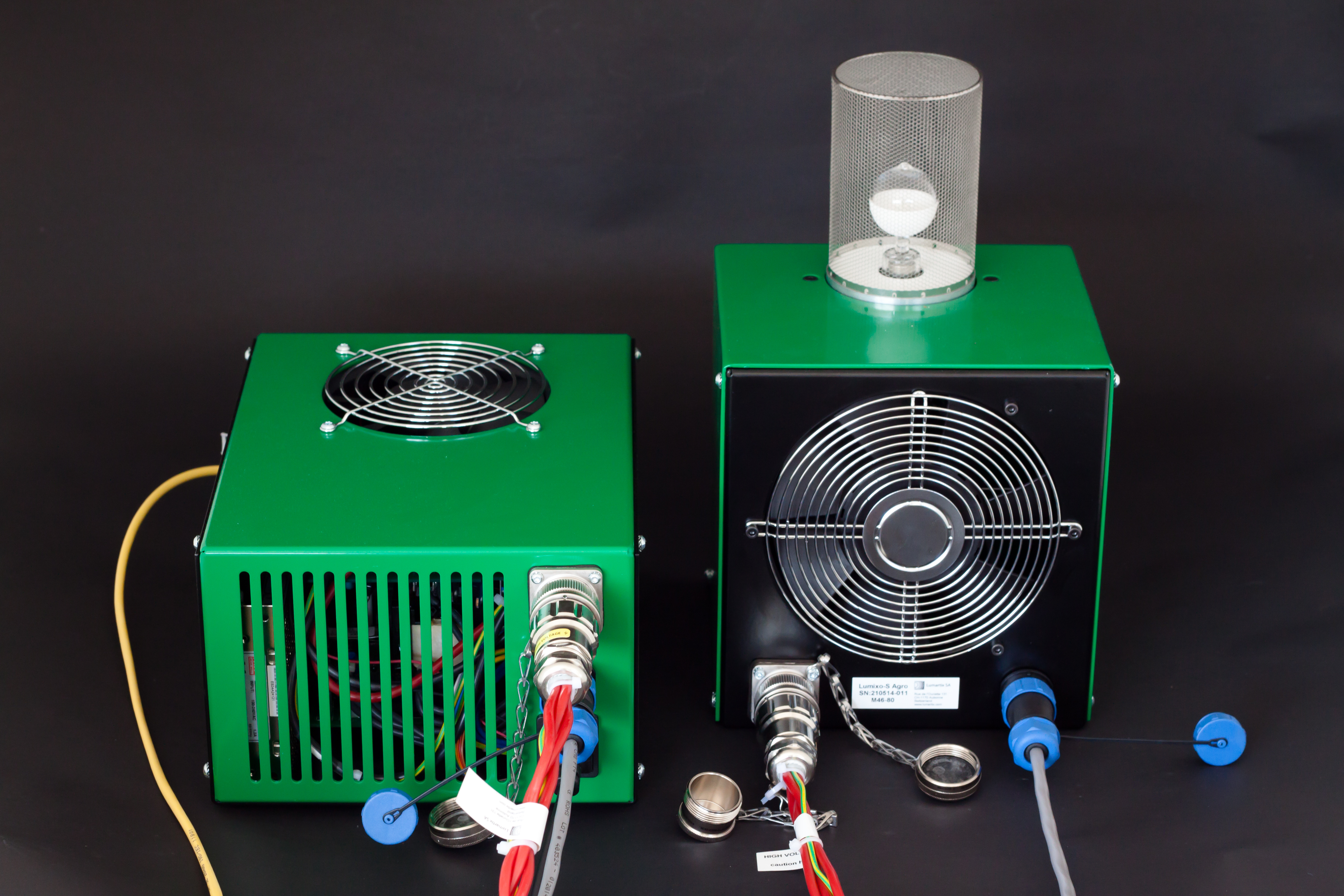
Lampe plasma - secteur agronomique.

- Toujours les mêmes caractéristiques sauf : 
  - Indice de protection IP56 pour la lampe (IP20 pour l'alimentation électrique) ;
  - Distance entre la lampe et l’alimentation électrique : 10 m.

### Spectre lumineux

#### Spectre lampe plasma - simulation solaire
Les lampes plasma permettent une reproduction très fidèle du spectre du Soleil.

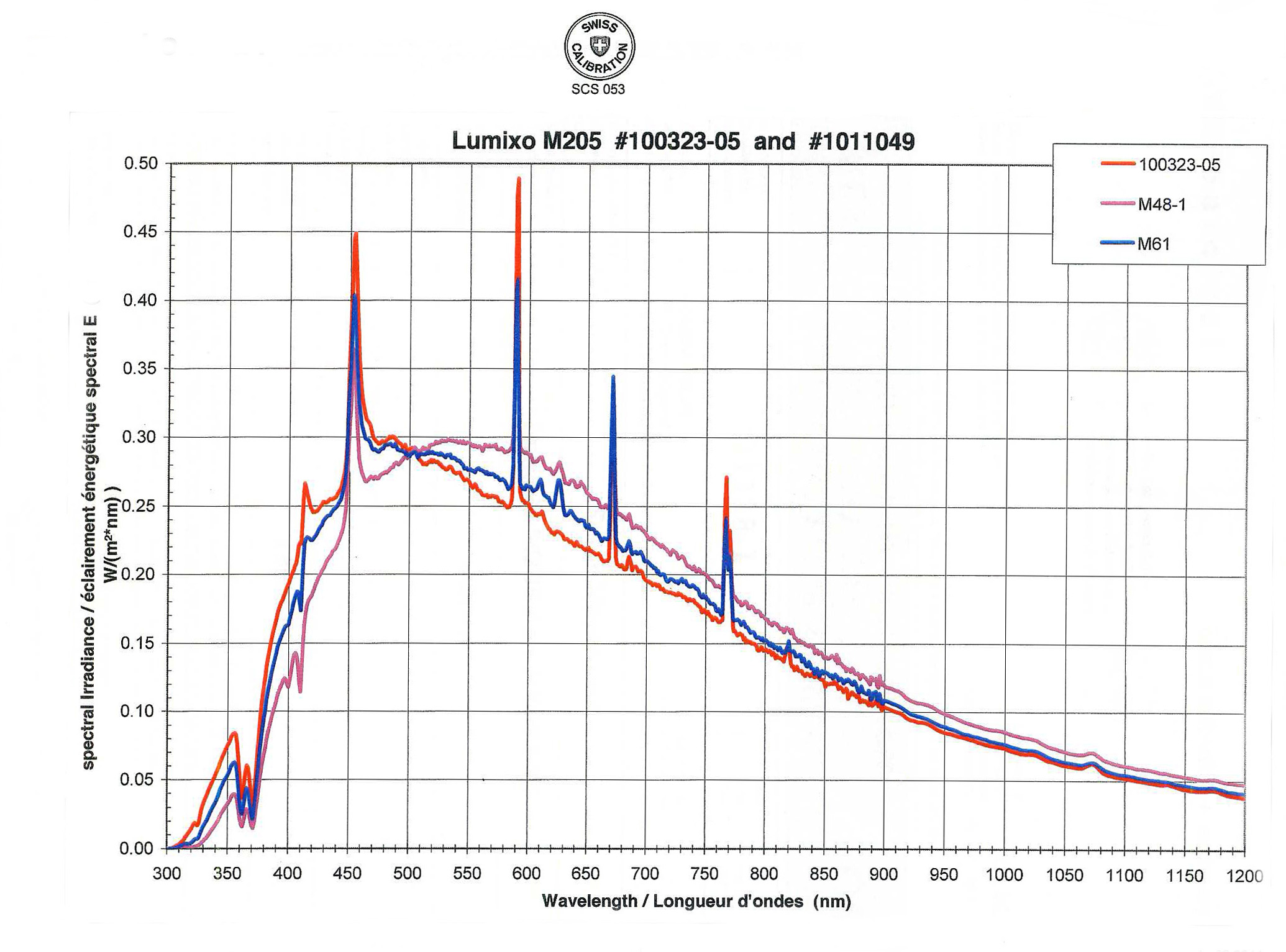
Spectre lampe plasma - simulation solaire.

#### Correspondance spectrale entre le Soleil et les lampes plasma

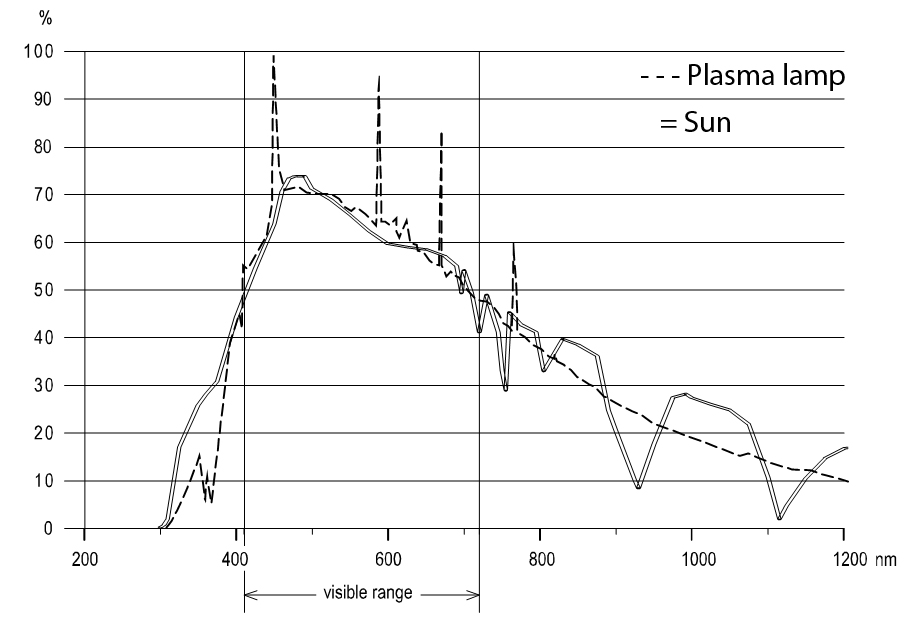
Correspondance entre le spectre du Soleil et une lampe plasma.

### Rendement énergétique
Le rendement énergétique d’une lampe plasma de deuxième génération se calcule selon le  schéma suivant :

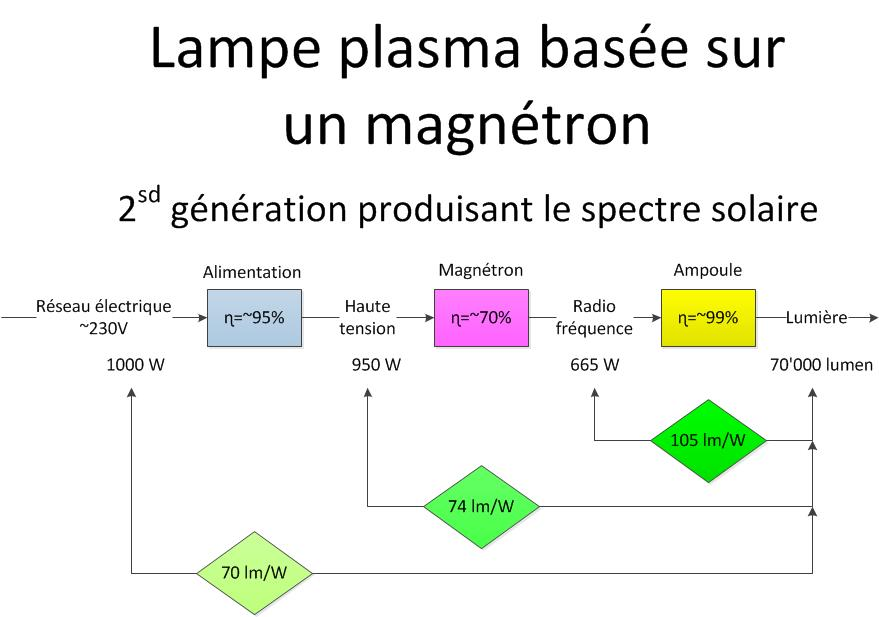
Rendement énergétique des éléments constituant une lampe plasma de deuxième génération.

Les lampes plasma de deuxième génération se basent sur des éléments qui possèdent un rendement intrinsèque élevé. L’élément qui possède le rendement le plus bas est le magnétron, avec un rendement de 70 % environ. Un rendement énergétique de 70 lm/W pour un dispositif complet est comparable au dispositif complet à LED vendu dans le commerce en 2014.
Il existe des dispositifs qui utilisent des éléments semi-conducteurs pour la génération des radios fréquences. Les éléments semi-conducteurs haute fréquence ont un rendement de 50 % environ, ce qui péjore grandement le rendement total du dispositif. De nombreux fabricants donnent le rendement énergétique de leur dispositif entre les radios fréquences et le flux lumineux, ceci rend la comparaison difficile pour un non initié.

## Boule plasma (décoration)
Une boule à plasma est généralement un objet de décoration, qui fut très à la mode dans les années 1980.

### Constitution
La lampe à plasma est généralement une grande sphère creuse transparente d'une trentaine de centimètres de diamètre. Elle est remplie de gaz noble sous basse pression et est pourvue d'une petite boule pleine au centre jouant le rôle d'électrode. Une forte tension électrique alternative est appliquée aux deux sphères. La fréquence est comprise entre 10 kHz et 60 kHz
Le gaz à l’intérieur est le plus souvent un mélange de gaz inertes, souvent du néon et du xénon. Suivant le mélange les couleurs obtenues sont différentes, mais les lampes vendues dans le commerce sont le plus souvent bleu-lavande-rose orangé.

### Fonctionnement

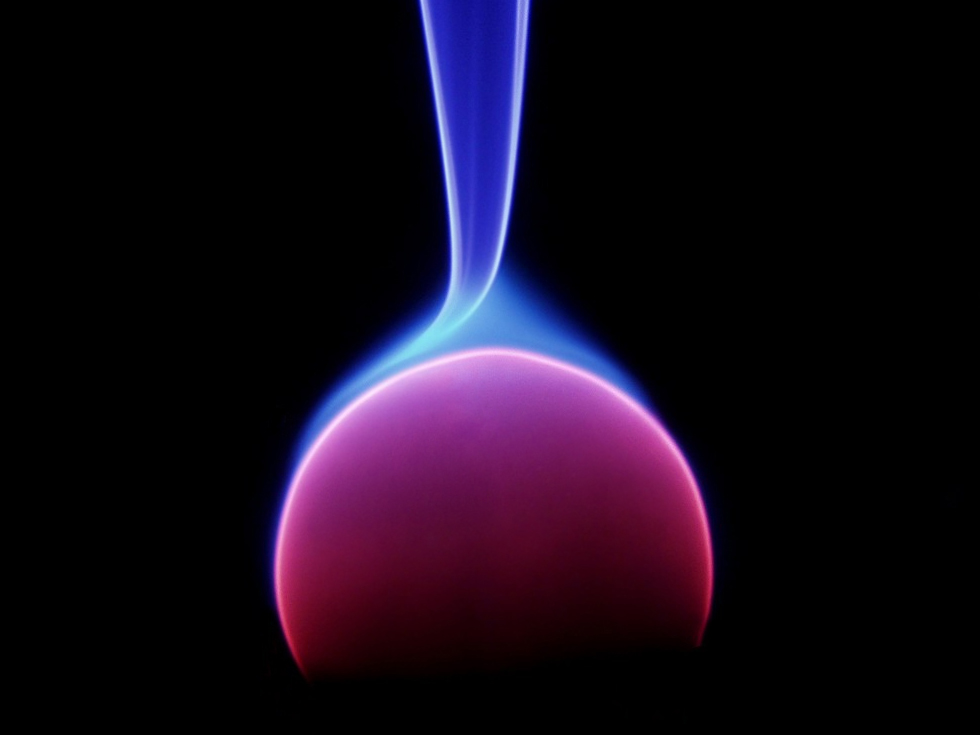
Électrode centrale d'une lampe à plasma

Fondé sur l'effet corona, le principe de fonctionnement d'une lampe à plasma s'apparente à celui d'une décharge électrique à barrière diélectrique. La haute tension appliquée à l'électrode centrale va générer un champ électrique élevé dans le volume de gaz sous basse pression entre les deux sphères de verre. Le milieu environnant, dont le potentiel est de zéro volt, joue le rôle de deuxième électrode.
Le champ électrique créé grâce à la grosse boule de plasma accélère les électrons libres présents dans l'enceinte de la lampe, ce qui va causer une avalanche électronique due à l'ionisation des atomes de gaz par impact électronique. Cette avalanche croît exponentiellement en densité de charges, donnant finalement naissance à une décharge électrique entre les surfaces des sphères de verre. Ce phénomène de claquage transforme le gaz isolant en plasma conducteur (gaz ionisé) et lumineux.
La présence d'interfaces diélectriques (le verre) entre les électrodes fait que la décharge électrique n'est que momentanée. Les ions et les électrons ne pouvant directement atteindre les électrodes, ils s'accumuleront progressivement à la surface de chacune des deux sphères (les ions positifs vers la cathode et les électrons vers l'anode). Il arrive un moment où la densité surfacique de charge écrante le potentiel de l'électrode centrale, ce qui aura pour conséquence la chute du champ électrique dans la lampe, et finalement l'extinction de la décharge en quelques microsecondes.
L'application d'une tension alternativement positive et négative à l'électrode centrale permet une inversion périodique du champ électrique dans l'enceinte de la lampe. Ceci permet en effet le maintien soit d'une décharge électrique continue alternative ou pulsée, couplée capacitivement aux électrodes (celle de la lampe, au centre, et la terre environnante). Les parois de verre de la lampe se comportent ainsi comme des condensateurs, dont l'impédance est inversement proportionnelle à la fréquence de la tension appliquée. Toutes choses égales, le courant circulant entre l'électrode centrale et l'environnement (au potentiel de la terre) étant inversement dépendant de l'impédance des globes de verre, plus la fréquence appliquée est élevée et plus la décharge électrique est intense.

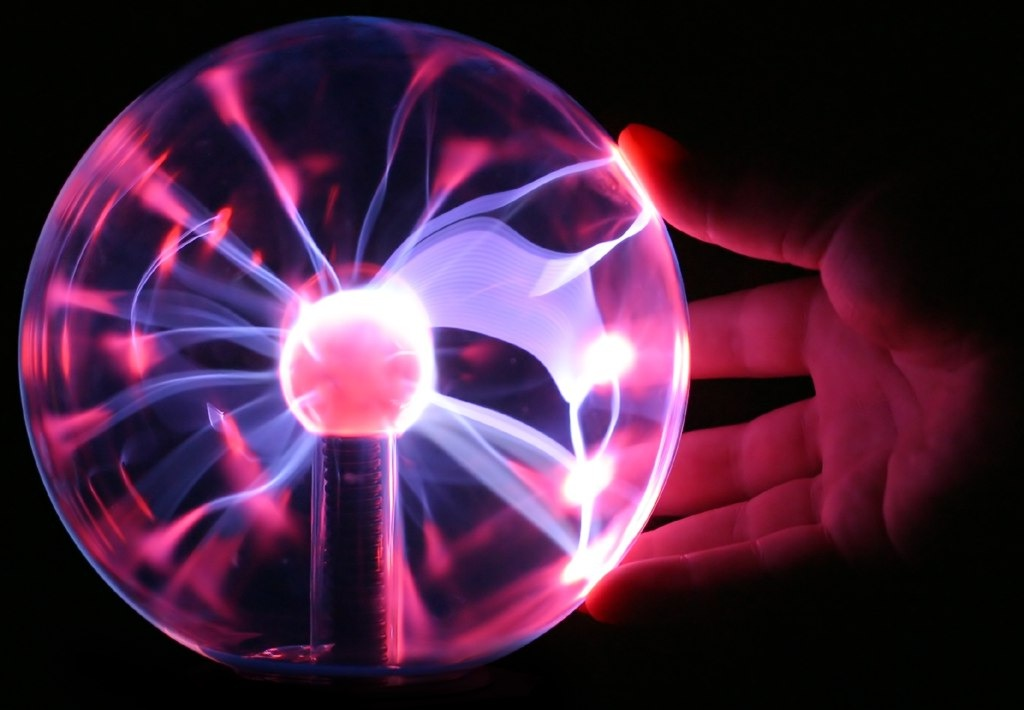
Arcs produits par contact avec le verre

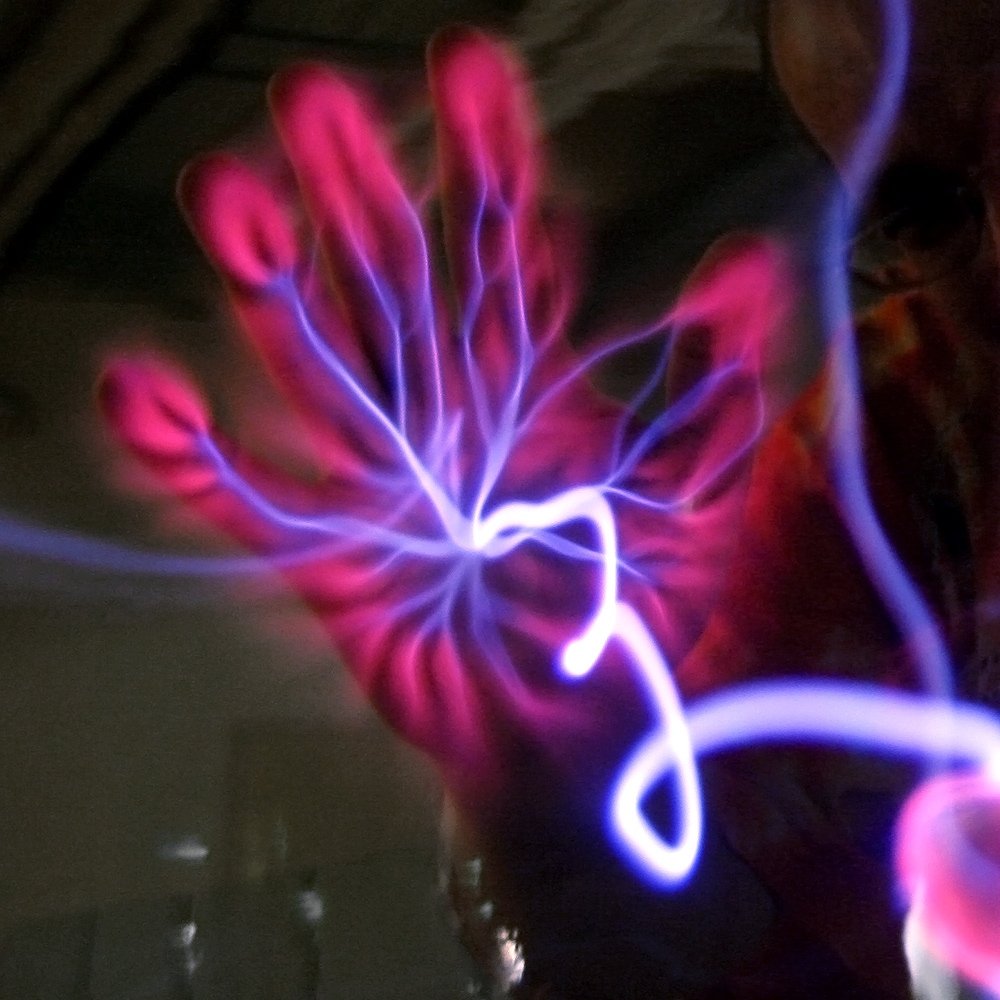
Arcs produits par contact avec le verre

Lorsque l'on touche la sphère, on accroît localement le couplage capacitif de l’environnement à la sphère de verre, faisant ainsi chuter l'impédance du système à l'endroit du contact. Il en résulte que le courant (de déplacement et de conduction) est plus élevé et donne lieu à une décharge électrique plus intense.

### Couleurs
Les couleurs et la saturation colorimétrique des arcs électriques varient suivant la pression dans la sphère, la fréquence électrique et le ou les gaz utilisés :
- Hélium : bleu-pourpre, jaune-orange
- Néon : rouge-orange
- Argon : à de basses tension la couleur est pourpre-lavande et à des hautes tensions orange
- Krypton : gris, jaune
- Xénon : bleu
- Air : pourpre très profond avec pointe bleu-rose. Des pressions plus élevées forment les flammes faibles, de plus basses pressions forment un nuage tout comme l'hélium
- Azote : pourpre
- Dioxyde de carbone : blanc
- Mercure ou vapeur de métal : ultraviolet extrêmement dangereux pour les yeux et invisible. Bleu à de basses tensions et vert en hautes tensions
- Aluminium : vert-bleu
- Oxygène : bleu clair-vert

Il est possible d'observer différentes couleurs du plasma avec des vapeurs métalliques en employant une intensité plus élevée (comme avec un transformateur de four à micro-ondes), mais ces manipulations peuvent être dangereuses.
La combinaison de différents gaz modifie également la couleur :
- Néon (95 %) et xénon (5 %) : rose et bleu
- Néon (95 %), xénon (2,5 %) et krypton (2,5 %) : vert et orange
- Argon et azote : pourpre
- Argon, azote et krypton : pourpre lavande, avec des pointes bleues
- Hélium et néon : rouge et orange
- Xénon, krypton et argon : bleu profond
- Néon (99,5 %) et argon (0,5 %) : violet et orange

### Sécurité
La tension électrique délivrée au centre est approximativement de 10.000 V (moyenne tension) mais l'intensité du courant électrique reste très faible.
Une lampe à plasma peut se révéler dangereuse si elle est manipulée sans respecter les règles de sécurité. C'est pourquoi seul un professionnel équipé du matériel adéquat peut pratiquer un démontage du transformateur et un remplissage de gaz en toute sécurité.
De plus, il est important de :
- ne pas toucher en même temps du métal. Risque de choc.
- ne pas toucher en continu la sphère, elle chauffe et peut céder.
- ne pas toucher si vous êtes en possession d'un stimulateur cardiaque.
- maintenir éloigné de haut-parleurs et d'équipements électroniques (plantage des équipements informatiques, voir destruction par décharge électrostatique).
- maintenir éloigné des enfants non accompagnés et des animaux.
- ne pas la couvrir avec quoi que ce soit durant son fonctionnement.
- deux personnes ne doivent pas toucher la sphère en même temps.

### Décoration intérieure
De nos jours, les lampes à plasma sont souvent employées comme des objets de décoration insolites ou des jouets, car elles offrent la possibilité de créer différents effets lumineux et de réaliser des tours en déplaçant les doigts autour de la sphère. Les professeurs peuvent également utiliser ces boules à plasma pour illustrer des expériences scientifiques aux élèves. Bien qu'elles ne soient pas conçues pour servir d'éclairage principal, certains fabricants ont réussi à les transformer en lampes de chevet ou en veilleuses originales.